# Tischeria zestica
Tischeria zestica là một loài bướm đêm thuộc họ Tischeriidae. Nó được tìm thấy ở Nam Phi (Nó đã dược miêu tả ở Pretoria).
Ấu trùng ăn Grewia occidentalis. Chúng có thể ăn lá nơi chúng làm tổ.